# Каземиро Маркес, Жуан Батиста
Жуан Батиста Каземиро Маркес (порт. João Batista Casemiro Marques; 4 марта 1975, Катагуазис, штат Минас-Жерайс, Бразилия) — бразильский футболист, полузащитник. Имеет двойное гражданство, причём в турецком паспорте у него имя Мертол Каратай.

## Биография
В сезоне 1996/97 выступал за турецкий «Газиантепспор», сыграл 25 матчей и забил 3 гола. Затем выступал на родине в клубе «Униао Сан-Жоан». В 2000 году вернулся в «Газиантепспор». Зимой 2002 года перешёл в «Галатасарай». Вместе с командой стал чемпионом Турции и серебряным призёром первенства.
В июле 2004 года перешёл в донецкий «Шахтёр», подписав трехлетний контракт. Где тренером был Мирча Луческу, который работал вместе с ним в «Галатасарае». В чемпионате Украины дебютировал 31 июля 2004 года в матче против донецкого «Металлурга» (3:0), Жуан Батиста вышел на 82 минуте вместо Матузалема. Вместе с командой дошёл до 1/8 Кубка УЕФА где «Шахтёр» проиграл голландскому АЗ. Также вместе с командой стал чемпионом Украины и дошёл до финала Кубка, где «Шахтёр» проиграл киевскому «Динамо» (1:0). Летом 2005 года Жуану Батисте пришлось покинуть «Шахтёр» из-за большого количества легионеров в клубе.
В июле 2005 года подписал однолетний контракт с турецким «Коньяспором». После выступал за клуб «Касымпаша», завершил карьеру в команде «Мерсин Идманюрду».

## Достижения
- Чемпион Турции (1): 2001/02
- Серебряный призёр чемпионата Турции (1): 2002/03
- Чемпион Украины (1): 2004/05
- Финалист Кубка Украины (1): 2004/05